# Пангша
Пангша (бенг. পাংশা, англ. Pangsha) — город и муниципалитет в центральной части Бангладеш, административный центр одноимённого подокруга. Муниципалитет был основан в 1990 году. Площадь города равна 16,34 км². По данным переписи 2001 года, в городе проживало 25 020 человек, из которых мужчины составляли 51,08 %, женщины — соответственно 48,92 %. Уровень грамотности населения составлял 36,9 % (при среднем по Бангладеш показателе 43,1 %). 